# Garamvölgyi Ágoston
Garamvölgyi Ágoston, Glass (Budafok, 1928. június 6. – Verőce, 2012. április 10.) kétszeres magyar bajnok labdarúgó, kapus. Polgári foglalkozása faszobrász.

## Pályafutása
1945 és 1950 között a Budafoki MTE kapusa. 1950-ben katonai szolgálatra hívták be és a Bp. Honvéd labdarúgója lett. 1951-ben magyarosítja a nevét Garamvölgyire. 1952-ig hét mérkőzésen véd a kispesti csapatban. Tagja volt az 1950-őszi és az 1952-es idényben bajnokságot nyert kispesti csapatnak. 1953 és 1955 között egy másik katonacsapat, a Szolnoki Légierő labdarúgója volt. 1956 ismét a Honvédban védett. Részt vett a csapat illegális túráján és nem tért haza. Két évig az NSZK-ban él és a Karlsruher SC játékosa. 1958. március 11-én tért haza, de az élvonalban nem szerepelhetett többet. 1965-ös visszavonulásáig a Budapesti Spartacus csapatában véd.

## Sikerei, díjai
- Magyar bajnokság
  - bajnok: 1950–ősz, 1952